# DinoSquad
DinoSquad (Esquadrão Dino, no Brasil) é uma série de desenho animado estadunidense-canadense produzida pela DIC Entertainment e Cookie Jar Entertainment exibida pela Cartoon Network de 14 de março de 2008 a 17 de julho de 2009.
O desenho animado conta as aventuras de 5 adolescentes que após serem expostos por uma substância química que acaba mudando o DNA deles fazendo-os ganhar a habilidade de se transformarem em dinossauros telepatas, usando seus poderes para impedir o vilão Victor Veloci de dominar o mundo transformando todos os seres vivos do mundo em dinossauros mutantes.
Como muitos desenhos da DIC a animação acabou sem um desfecho na história durando apenas duas temporadas.

## Enredo
Na cidade de Kittery Point, 5 jovens estudantes Max, Caruso, Fiona, Roger e Buzz são enviados para fazerem um trabalho escolar pela sua professora Sra. Moynihan. Enquanto isso os agentes do rico empresário Victor Veloci despejam uma substância conhecida como Primordial Nitrobiótica no mar próximo ao local onde os 5 alunos estavam. Após eles se arriscarem para salvar um cãozinho de ser devorado por um tubarão todos os 5, mais o cachorro que foi posteriormente adotado por eles como Rump, ganharam poderes de virar dinossauros. Através da Sra. Moynihan eles descobrem que tanto ela quanto Veloci eram dinossauros inteligentes que sobreviveram a extinção e evoluíram para formas humanas. Eles descobrem que Veloci tem planos para transformar o mundo em uma terra jurássica e desde então formam uma equipe para impedir secretamente os planos do vilão retirando as substâncias dos animais infectados.

## Personagens

### Esquadrão Dino
- Rolf "Max" Maxwell - O mais velho da equipe e o líder da esquadrão. É forte e atlético, e participa de vários esportes do Colégio Kittery, sendo também o capitão do time de futebol americano da escola. Sua forma dinossauro é um Tiranossauro.
- Erwin Caruso - Normalmente chamado só de Caruso, é o aluno mais vaidoso da classe da Sra. Moynihan. É obcecado em querer ser famoso e ganhar destaque nas mídias, a ponto de que sua arrogância e orgulho muitas vezes provoquem os outros membros da equipe. Ele também gosta de cuidar de sua aparência possuindo um grande topete azul, e também tem experiência com produtos químicos higiênicos. Sua forma dinossauro é um Estegossauro.
- Fiona Flagstaff - A única garota da equipe, com exceção da Sra. Moynihan. Ela segue o tipo de uma garota tomboy que possui habilidade com mecânica construindo e reparando carros, além de também ter habilidade dirigindo. Vem de uma família descendente de imigrantes fabricantes de biscoitos e possui uma irmã mais nova chamada Terri. Aparenta possuir uma relação por Max e Buzz. Sua forma dinossauro é um Espinossauro.
- Roger Blair - O aluno mais inteligente da equipe. Gosta de usar computador e construir equipamentos que sempre serão úteis para as missões. Algumas vezes chega a ser tão arrogante quanto o Caruso, porém tem um pouco mais de consciência e se preocupa com seus amigos. Ele tem um irmão mais novo chamado Mikey. Sua forma dinossauro é um Estiracossauro, embora tendo chifres semelhantes aos de um Tricerátopo.
- Neil "Buzz" Buzmati - O mais brincalhão e ingênuo da equipe. Segue o tipo de um adolescente punk com um grande moicano verde. Ao contrário dos demais da equipe é mais descontraído, gosta de vídeo-games e animais como ratos, cobras, baratas e aranhas a ponto de querer cuidá-los como seus bichinhos de estimação. Ele tem uma jibóia de estimação chamada Winifred. Sua forma dinossauro é um Pteranodonte sendo o único da equipe capaz de voar.
- Sra. Joanne Moynihan - A professora de ciências e mentora da esquadrão. Ela é um Utahraptor que sobreviveu a extinção assim como Victor Veloci e ganhou forma humana. É responsável por ensinar e guiar seus alunos a como se portarem diante de suas formas dinossauro, além de ajudá-los ocasionalmente a enfrentarem Veloci. Ela só é vista se transformando em sua forma dinossauro no último episódio da série.
- Rump - É o mascote da equipe. Um bull terrier brincalhão que também é capaz de se transformar em um animal mutante pré-histórico ficando semelhante a um Andrewsarchus toda vez que está transformado. Ocasionalmente acompanha o grupo nas missões e possui uma grande amizade com Fiona.

### Vilões
- Victor Veloci - O vilão do desenho e dono de uma rica empresa conhecida como Raptor Dyne. Assim como a Sra. Moynihan ele é um Utahraptor que sobreviveu a extinção e ganhou forma humana, porém ao contrário dela ele ainda é capaz de voltar a sua forma dinossauro. Ele planeja transformar os dinossauros na forma dominante do planeta novamente transformando animais em dinossauros e criaturas pré-históricas mutantes com uma substância primordial. Ele também tenta capturar os membros da Esquadrão Dino a quem ele os chama de dinossauros perfeitos, embora desconheça suas formas humanas.
- Soldados do Veloci - São os servos de Victor Veloci. Em diversos episódios soldados com armaduras aparecem ajudando ele a espalhar a substância primordial e a tentar capturas a Esquadrão Dino. Muitos deles já foram demitidos no decorrer dos episódios por conta da incompetência.

### Secundários
- Sr. e Sra. Caruso - Apareceram no episódio "Formação T-Rex". Caruso queria tentar impressioná-los principalmente o pai para conseguir vaga na faculdade jogando no time de futebol americano. Posteriormente no mesmo episódio eles descobriram a identidade do filho.
- Sr. e Sra. Flagstaff - Apareceram primeiramente no episódio "Topeiras Problemáticas". Eles queriam que suas filhas os ajudassem a seguir a velha tradição da família fabricando biscoitos caseiros. Posteriormente Fiona revela sua identidade para eles, embora ambos já desconfiassem disso há muito tempo.
- Terri Flagstaff - A irmã mais nova de Fiona. É inteligente e está sempre lendo livros, sendo tão inteligente quanto Roger. Assim como os pais ela também descobriu a identidade da irmã no primeiro episódio que apareceu. Posteriormente apareceu em outros dois episódios ajudando a irmã e a esquadrão a lutarem contra Veloci e seus capangas.
- McFinn - O valentão da escola que apareceu no episódio "Na Mira de um Pentelho". Ele tinha uma obsessão persistente por provocar Buzz frequentemente o chamando de imbecil, até no final do episódio Buzz conseguir lidar com ele. Ele andava com dois garotos chamados Pat e Mike, que também apareceram em outro episódio.
- Liam - Um aluno inteligente com Síndrome de Asperger, que apareceu no episódio "O Mundo Conforme Liam". A princípio os alunos o rejeitavam por causa de sua síndrome até ele ajudar Max e sua equipe e formar amizade com a esquadrão.

## Episódios

### 1ª temporada (2008)
- 1- O Começo (The Beginning)
- 2- Potencial de Crescimento (Growth Potential)
- 3- Rede Emaranhada (Tangled Web)
- 4- Formação T-Rex (T-Rex Formation)
- 5- Quem Deixou o Cachorro Escapar? (Who Let the Dog Out?)
- 6- Na Mira de um Pentelho (Bully-4-U)
- 7- A Rede Mundial Perdida (The Lost Wide Web)
- 8- Manchete Inconveniente (Headline Nuisance)
- 9- Quem Vai Impedir a Chuva? (Who'll Stop the Rain?)
- 10- Zoom Fora de Foco (Zoom in on Zoom)
- 11- Topeiras Problemáticas (A Mole Lotta Trouble)
- 12- Um Passeio Não Tão Legal (The Not so Great Outdoors)
- 13- Animais Estressados (Pet Peeve)

### 2ª temporada (2009)
- 14- O Mundo Conforme Liam (The World According to Liam)
- 15- A Fuga do Feioso (Runaway Ugly)
- 16- Ataque do Geniossauro (Attack of the Brain-A-Saurus)
- 17- Habilidades (Wannabe)
- 18- Fogo e Gelo (Fire and Ice)
- 19- (Never Judge a Dinosaur by its Cover)
- 20- (Easy Riders and Raging Dinos)
- 21- (Once Percent inspiration)
- 22- (Howa Lowa Can you Goa)
- 23- Odores e Capacidades Para o Faro (Scents and Scents Ability)
- 24- Acho que Não Vai Dar, Acho que Não Vai Dar (I Think I Can't, I Think I Can't)
- 25- Perseverança (Perseverance)
- 26- O Dinossauro Troiano (The Trojan Dinosaur)